# Club Ferro Carril Oeste (fútbol femenino)
El Club Ferro Carril Oeste, más conocido como Ferro, es un club con sede en la Ciudad Autónoma de Buenos Aires, Argentina. Fue fundado el 28 de julio de 1904 por 96 empleados de la compañía Ferrocarril del Oeste de Buenos Aires con el nombre de Club Empleados de Ferro Carril Oeste de Buenos Aires. Su disciplina de fútbol femenino inició sus actividades en 2017 y participa oficialmente en la AFA desde 2018. Actualmente disputa la Primera División de Argentina.

## Historia
El fútbol femenino en Ferro, data desde el año 2016 (anteriormente se jugaba también fútsal). En mayo de 2017 se inició la actividad de fútbol femenino en la institución de forma oficial, con la escuela en Pontevedra, incluyendo las categorías; Libre, sub-14 y sub-16. El conjunto sub-16 participaría de la Liga de Desarrollo de la Asociación del Fútbol Argentino, impulsada por la Conmebol a través del Programa Evolución, siendo este el debut en torneos femeninos del elenco del Oeste tanto a nivel general como organizado por una institución sudamericana. Debutó en susodicho torneo con una victoria 2-1 ante Almirante Brown en cancha de Huracán.

### Debut oficial
En el año 2018 el primer equipo hizo su debut en torneos oficiales de AFA, disputando la Segunda División B en la temporada 2018-19 como equipo incorporado.
Debutó con una victoria por 0-1 en calidad de visitante ante Camioneras. A los 32 minutos del segundo tiempo, Giselle Acosta convirtió el único tanto del partido, siendo la primera futbolista de la historia del verdolaga en convertir un gol oficial. Ferro acabó 06.º (sexto) de la Zona B con la misma cantidad de puntos (15) que Banfield, pero con menor diferencia de gol, por lo cual no pudieron acceder a la fase campeonato y disputaron la fase permanencia, en la que culminaron punteras con 55 puntos.

### Ascenso a Primera División
En el campeonato de Primera División B 2021, lograron ascender a primera división, luego del empate en semifinales ante Banfield, ganando la tanda de penales por 5-4, logrando así llegar a la final por la definición del título (las finalistas ascendían directamente, la final definía al equipo campeón). Perdieron la final ante Estudiantes por 2-1 en cancha de Platense.

## Jugadoras

### Plantel
Actualizado a marzo de 2023.

### Mercado de pases
| Altas           | Altas                   |
| Jugadora        | Origen                  |
| --------------- | ----------------------- |
| Adriana Ojeda   | Santa Teresa de Badajoz |
| Fiama Silva     | Gimnasia y Esgrima LP   |
| Melanie Torales | El Porvenir             |
| Gaby Herrera    | Gimnasia y Esgrima LP   |
| Belén Pokoracki | Gimnasia y Esgrima LP   |

| Bajas             | Bajas                |
| Jugadora          | Destino              |
| ----------------- | -------------------- |
| Ana Frenedoso     | Huracán              |
| Ayelén Ceballos   | Agente libre         |
| Cecilia Centurión | Argentino de Rosario |
| Laura Duré        | Deportivo Merlo      |
| Yamila Crespín    | Agente libre         |

Fuentes:

## Participación en campeonatos nacionales

### Cronograma
La competencia AFA oficial comenzó a disputarse desde 1991, Ferro hizo su primera aparición en 2018.

## Palmarés
| Competición        | Campeón | Subcampeón | 3.er Puesto |
| ------------------ | ------- | ---------- | ----------- |
| Primera División A |         |            |             |
| Primera División B |         | 2021       |             |